# Heymeric van de Velde
Heymeric van de Velde (Latijn: Heymericus de Campo) (Son, 1395 – Leuven, 1460) was een Brabants theoloog en scholastiek filosoof.
Van de Velde was een vooraanstaand albertist en voorloper van Nicolaas van Cusa. Hij studeerde aan de Universiteit van Parijs. Na zijn afstuderen gaf hij les in Keulen, waar onder andere Nicolaas van Cusa onder zijn supervisie studeerde, en aan de Universiteit van Leuven.

## Voetnoten
1. ↑   Heymeric van de Velde.
2. ↑  The Cambridge Companion to Reformatie Theologie - Cambridge University Press
3. ↑  Albertus Magnus (Stanford Encyclopedia of Philosophy). Gearchiveerd op 29 juni 2023.
4. ↑  H. Lawrence Bond, Selected Spiritual Writings door Nicolaas van Cusa (1997), blz. 4.
5. ↑  Jorge J.E. Gracia, Timothy B. Niemand (red.), A Companion to Philosophy in the Middle Ages (2003), blz. 316.

- CiNii: DA1429409X
- Gemeinsame Normdatei: 118818775
- International Standard Name Identifier: 0000 0001 1167 0788
- Library of Congress Control Number: n83139161
- Nationale Bibliotheek van Tsjechië: jo2016922067
- Nationale Bibliotheek van Israël: 987007275128905171
- Nationale Bibliotheek van Polen: a0000002678161
- Nederlandse Thesaurus van Auteursnamen: 075199688
- LIBRIS: 223335
- Système universitaire de documentation: 069179913
- Virtual International Authority File: 10072561